# Arthur Anselm Pearson
Arthur Anselm Pearson (ur. 12 kwietnia 1874 w Londynie, zm. 13 marca 1954) – angielski mykolog.

## Życiorys
Pearson urodził się w Londynie, ale wykształcił się w Belgii. Po ukończeniu szkoły pracował jako marynarz, a następnie dołączył do firmy British Belting & Asbestos Ltd w Yorkshire, gdzie spędził resztę swojej kariery zawodowej, ostatecznie zostając prezesem firmy. Interesował się muzyką, zwłaszcza madrygałami, pieśnią ludową i tańcem ludowym. W 1924 wstąpił do English Folk Dance Society i pomagał w wydawaniu indeksu pieśni ludowej. Około 1910 roku Pearson zainteresował się grzybami, zachęcany przez Johna Ramsbottoma, mykologa z Muzeum Historii Naturalnej. Jego wstępne prace, których współautorem jest E.M. Wakefield, dotyczyły brytyjskich grzybów kortycjoidalnych i Heterobasidiomycetes, ale później zaintersował się taksonomią pieczarniaków, w latach 1919 do 1952 publikując serię artykułów na temat tej grupy grzybów. W 1948 roku wraz z R.W.G. Dennisem z Kew Gardens opracował listę gatunków brytyjskich.
Pearson mówił kilkoma językami europejskimi, zbierał grzyby w Hiszpanii i Portugalii (na temat których napisał krótkie artykuły), był aktywnym członkiem Société mycologique de France i przypisywano mu wprowadzenie nowych, kontynentalnych pomysłów dotyczących nowoczesnej taksonomii pieczarniaków do Wielkiej Brytanii. W 1948 roku został zaproszony do zbadania grzybów w Afryce Południowej, w wyniku czego opublikował szereg nowych gatunków. Jego ostatnie prace były serią kluczy do brytyjskich rodzajów pieczarniaków, z których kilka zostało opublikowanych pośmiertnie przez jego przyjaciela i kolegę mykologa P.D. Ortona. Pearson został wybrany na prezesa Brytyjskiego Towarzystwa Mykologicznego w 1931 r. i ponownie w 1952 r. Był także przewodniczącym Związku Przyrodników Yorkshire w 1946 r. i członkiem Towarzystwa Linneuszowskiego.
Opisał kilka nowych gatunków grzybów. W naukowych nazwach opisanych przez niego taksonów dodawany jest standardowy skrót jego nazwiska A. Pearson. Co najmniej osiem gatunków grzybów zostało nazwanych jego imieniem, w tym Cortinarius pearsonii, Paullicorticium pearsonii i Squamanita pearsonii.